# Uncharted 2: Among Thieves
Uncharted 2: Among Thieves je akční dobrodružná hra z roku 2009, kterou vyvinula společnost Naughty Dog a vydala společnost Sony Computer Entertainment pro PlayStation 3. Jedná se o druhou hru ze série Uncharted.

## Synopse
Videohra se odehrává dva roky po Uncharted: Drake's Fortune. V příběhu sledujeme Nathana Drakea, Chloe Frazerovou a Elenu Fisherovou, kteří pátrají po kameni Cintamani a Šambhale. Zároveň bojují proti milici vedené válečným zločincem Zoranem Lazarevičem.

## Vývoj
Vývoj hry začal ihned po úspěchu Uncharted: Drake's Fortune. Vývojový tým se inspiroval cestovatelem Marcem Polem a jeho výpravami po souostrovích a východní Asii. Společnost Naughty Dog vyvinula pro hru aktualizovaný engine, který běží výhradně na systému Naughty Engine 2.0. Tato vylepšení umožnila rozsáhlé motion capture, větší množství filmových sekvencí a začlenění online komponentů pro více hráčů, což bylo v sérii poprvé.

## Vydání
Videohra vyšla v říjnu 2009 pro konzoli PlayStation 3.
Hra získala uznání za příběh, dabing, grafiku, technické zpracování a filmovou kvalitu. Hra je považována za jednu z nejlepších videoher všech dob a nejvýznamnější hru sedmé generace konzolí. Několikrát se dostala do žebříčku nejlepších her.
Celosvětově se jí prodalo více než šest milionů kopií a byla znovu vydána na PlayStation 4 jako součást hry Uncharted: The Nathan Drake Collection. V roce 2011 vyšlo pokračování Uncharted 3: Drake's Deception.